# منطقة الذكاء الاصطناعي بالدقم
تقع منطقة الذكاء الاصطناعي بالدقم في المنطقة الاقتصادية الخاصة بالدقم في ولاية الدقم في محافظة الوسطى في سلطنة عمان، وتهدف هذه المنطقة إلى تقديم تسهيلات للشركات المستثمرة للقيام بأبحاث تجريبية ترتبط بالذكاء الاصطناعي، وذلك لتمكين سلطنة عمان من المنافسة على المستوى الإقليمي والدولي في تقنيات الثورة الصناعية الرابعة عبر مراكز اختبار البرمجيات التي ترتبط بمشاريع الذكاء الاصطناعي، والطائرات المسيرة، وتطبيقات إنترنت الأشياء ، كما تساهم في جعل مدينة الدقم مدينة ذكية.

## أهداف المنطقة
في إطار النحول نحو الاقتصاد الرقمي وتمكين القطاعات الرئيسية في المنطقة الاقتصادية الخاصة بالدقم وهي: قطاع الخدمات اللوجستية، والصناعة، والسياحة، والثروة السمكية والزراعية، والتعدين، والطيران والسفر- في مجال تقنيات الثورة الصناعية الرابعة لرفع إنتاجيتها وتنافسيتها وتعزيز مساهمتها في أنشطة الاقتصاد الأخضر والاقتصاد الدائري واقتصاد المعرفة، خصصت الهيئة العامة للمناطق الاقتصادية الخاصة والمناطق الحرة منطقة لتجارب الذكاء الاصطناعي والطائرات المسيرة، وتطبيقات إنترنت الأشياء، وتجارب السيارات ذاتية القيادة في الدقم

## مساحة المنطقة
يبلغ إجمالي مساحة منطقة الذكاء الاصطناعي بالدقم 18 كيلومترًا مربعًا وبارتفاع 80 مترًا عن مستوى البحر.

## الربط مع البحث العلمي
ولربط مختلف الجهات ذات العلاقة بالذكاء الاصطناعي تم تشكيل فريق يضم ممثلين من وزارة الدفاع وشرطة عمان السلطانية ووزارة التعليم العالي والبحث العلمي والابتكار ووزارة النقل والاتصالات وتقنية المعلومات وهيئة تنظيم الاتصالات.، حيث أن وجود ممثل وزارة التعليم العالي والبحث العلمي والابتكار سوف يسهم في تحويل أفكار الطلبة ومشاريعهم إلى واقع.

## تجارب الدرون الحالية
أجرت المنطقة الاقتصادية الخاصة بالدقم عدد من تجارب الدرون ، تنفيذ تجربتين تتعلقان بالدرون وذلك لتوصيل الطرود البريدية والأطعمة، ففي التجربة الأولى تم توصيل عدد من الطرود والرسائل البريدية من مبنى بريد عمان - فرع الدقم إلى مبنى إدارة المنطقة الاقتصادية الخاصة بالدقم، وقد نجحت التجربة في توصيل البضاعة خلال بضع دقائق فقط، وقد قطعت الطائرة خلالها مسافة تقدر بنحو 11 كيلومترًا. أما التجربة الثانية فقد تم توصيل سلة من الأطعمة والمشروبات من مطعم بحي صاي التجاري إلى مباني قرية النهضة العمالية على مسافة نحو 6 كم، وقد نجحت التجربة في توصيل الأطعمة خلال فترة زمنية قياسية، إذ تم خلال التجربتين استخدام طائرة كهربائية مسيّرة يمكنها الطيران لمسافة 25 كم ونقل حمولة تصل إلى 5 كيلوجرامات.
كما يتم استخدام استخدام الطائرات المسيرة (الدرون) في التجارب والمسوحات الجوية والبحرية مواقع التعدين في الدقم  حيث تقوم الطائرات المسيرة لجمع بيانات جوية لمواقع التعدين من أجل معالجتها عن طريق برامج مختصة لاستخراج وتكوين خرائط ثلاثية الأبعاد لهذه المواقع، ومخرجات هذه التجربة تسهم في بناء قاعدة بيانات علميه لتطوير القيمة المعرفية للأبحاث في مجال التعدين، والتي تساعد على مراقبة الأعمال المدنية بطرق علميه فعالة، وإنتاج صور بانورامية كلية أو جزئية ونماذج ثلاثية الأبعاد للأراضي المستهدفة.